# Namibische Fußballnationalmannschaft (U-20-Frauen)
Die namibische Fußballnationalmannschaft der U-20-Frauen, die Young Gladiators, repräsentiert Namibia im internationalen Frauenfußball der Altersklasse U20. Die Nationalmannschaft ist der Namibia Football Association (NFA) unterstellt. Sie konnte sich noch für kein kontinentales oder internationales Turnier qualifizieren.

## Erfolge
Die Mannschaft nahm an der Qualifikation zur U-20-Fußball-Weltmeisterschaft der Frauen 2020 teil und verlor gegen die botswanische U-20-Auswahl (0:7, 0:2). Auch zwei Jahre später bei der Qualifikation für die WM 2022 gab es in der zweiten Qualifikationsrunde Niederlagen gegen die Mannschaft Burundis (0:3, 0:2).
Bei der COSAFA U-20-Meisterschaft der Frauen 2019 schied die Mannschaft nach einem Sieg und zwei Niederlagen in der Vorrunde aus. 2025 folgte in vierter Platz, nachdem das Finale gegen Botswana mit 0 zu 1 verloren ging.
Zu den größten Erfolgen zählt der vierte Platz bei den afrikanischen Jugendspielen der Region V in Botswana im Jahr 2018.